# 長崎県立諫早農業高等学校
長崎県立諫早農業高等学校（ながさきけんりついさはやのうぎょうこうとうがっこう、英: Nagasaki Prefectural Isahaya Agricultural High School）は、長崎県諫早市立石町に所在する公立の農業高等学校。学校の通称は、諫早農高、諫農（かんのう）。

## 概要
歴史
1907年（明治40年）に開校した「長崎県立農学校」を前身とする。
設置課程・学科
全日制課程 7学科
- 農業科学科（旧: 農業科）
農業の技術革新や国際化・機械化に対応するために必要な栽培技術や経営を学ぶ。
- 環境創造科（旧: 林業科、林業科学科、森林科学科）
環境の保全と創造を図るために必要な森林環境、ガーデンデザイン、ウッドワーク等について学ぶ。
- バイオ園芸科（旧: 生物工学科）
バイオテクノロジーを利用した無病苗の増殖・品種改良及び草花・野菜栽培等と、それらを相互に活かすためのために必要な知識と技術を学ぶ。
- 生活科学科（旧: 農村家庭科、生活科）
家庭生活を豊かにし、多様化する社会の変化に対応するために必要な農業、食物、被服、保育及び家庭看護福祉などを学ぶ。
- 動物科学科（旧: 畜産科）
安全な畜産物の生産及び加工、動物実験、ペット飼育、動物介在活動などについて学ぶ。
- 農業土木科
農業土木や土木の専門職を目指し、快適な農村環境や食糧基地の創造を図るために必要な知識と技術を学ぶ。
- 食品科学科（旧: 農村家庭科、生活科）
「食のパイオニア」を目指し、食品の製造や栄養素、食品に関する微生物等について学ぶ。

校訓
「創造実践」
教育方針
長崎県教育方針をもとに、高等普通教育と農業・家庭に関する専門的知識・技能を施し、地域文化・産業の発展に貢献し、国際社会を生きる心身ともに健全な産業人を育成する。
スローガン
「生命を育み、未来へ繋ぐ」
アクションプラン
「エコロジカルハイスクール（環境教育）宣言」 - 自然を守り、生命を尊び、日本が持続可能な循環型社会に移行するために積極的にその役割を果たすという誓い。
校章
「高」（俗字体のはしご高）の文字の周りを、農業を象徴する稲穂が左右対称に囲んでいる。左右の稲穂は「高」の文字の下でリボンで結ばれている。
校歌
作詞は風木雲太、作曲は山口健作による。
学校便り
タイトルは「諫農だより」
制服
男子は学生服（学ラン）、女子はブレザー。ジャージの色は学年（入学年度）ごとに異なる。赤・紺・緑の3色。
寄宿舎
「瑞穂寮」（みずほ）- 男子のみ。
同窓会
以下の支部を置く。
- 諫早市 - 本野支会、喜々津支会、大草支会（多良見町）、八江農芸支会、農試・農大支会、諫農職員OB会
- 長崎市 - 古賀支会、長崎市消防局支会
- 西彼杵郡 - 西彼支会
- 西海市 - 西海支会
- 島原市 - 島原支会、有明支会
- 雲仙市 - 愛野支会、吾妻支会
- 大村市 - 大村支会
- 南松浦郡新上五島町 - 上五島支会
- 壱岐市 - 壱岐支会
- 県外 - 東京支会

交流団体
中華人民共和国福建省ウェイトリフティング訪問団

## 沿革
- 1907年（明治40年）4月 - 「長崎県立農学校」として開校。修業年限を3ヶ年、定員を240名とする。
- 1948年（昭和23年）4月1日 - 学制改革により、「長崎県立諫早農業高等学校」（現校名、新制高等学校）が発足。農業科・畜産科・林業科を設置。
- 1949年（昭和24年） - 以下の6分校を設置。
  - 5月
    - 古賀分校（旧東長崎町）
    - 江の浦分校（旧飯盛町、江の浦小学校に併設）
    - 愛野分校（旧愛野町）
    - 湯江分校（旧高来町）
    - 小江深海分校（旧高来町）

  - 11月 - 南高湯江分校 （旧有明町）
- 1950年（昭和25年）4月 - 農村家庭科を設置。
- 1952年（昭和27年）3月 - 南高湯江分校を廃止。
- 1953年（昭和28年）3月 - 小江深海分校を廃止。
- 1956年（昭和31年）
  - 4月 - 古賀分校を「東長崎分校」に改称。江の浦分校を「飯盛分校」に改称。
  - 9月 - 湯江分校を「高来分校」に改称。
- 1958年（昭和33年）
  - 4月 - 農業土木科を設置。
  - 9月21日 - 創立50周年記念式典を挙行。
- 1963年（昭和38年）4月 - 農村家庭科を生活科に改称。
- 1976年（昭和51年）3月 - 飯盛分校、愛野分校、高来分校を諫早高等学校に移管。
- 1987年（昭和62年）4月 - 畜産科を1学級減らし、生物工学科を新設。
- 1992年（平成4年）
  - 4月 - 畜産科を動物科学科、林業科を森林科学科に改編。
  - 10月 - 新校舎が完成。
  - 11月24日 - 中国漳州市農業学校との友好校協力関係を締結。
- 1993年（平成5年）4月 - 生活科1学級を減らし、食品科学科を新設。生活科を生活科学科に改編。
- 1995年（平成7年）11月18日 - 新校舎落成記念式典を挙行。
- 1996年（平成8年）3月 - 東長崎分校を閉校し、長崎県立西陵高等学校に移管[4]。
- 1997年（平成9年）11月15日 - 創立90周年記念式典、記念モニュメント除幕式を挙行。
- 2001年（平成13年）3月30日 - 寺峰農場果樹園等を整備。
- 2004年（平成16年）
  - 1月30日 - 寺峰農場豚舎鶏舎を改築。
  - 4月 - 農業科を農業科学科、森林科学科を環境創造科、生物工学科をバイオ園芸科に改編。
- 2007年（平成19年）11月3日 - 創立100周年記念式典を挙行。記念事業の1つとして、瑞穂緑優館（研修施設）が完成。
- 2011年（平成23年）- 第62回日本学校農業クラブ全国大会が長崎県で開催されるため、大会事務局となる[5]。

## 学校行事
1学期
- 4月 - 始業式、入学式、対面式、歓迎遠足、瑞穂寮生による諫早公園清掃、独居高齢者訪問
- 5月 - 農業クラブ[6]総会PTA総会、高1就農予定者親子懇談会、交通安全講習、中間考査
- 6月 - 高総体、農業クラブ県連大会[7]、期末考査
- 7月 - 体育祭、終業式、夏季休業、中学生1日体験入学（オープンスクール）
- 8月 - インターンシップ（職場体験）

2学期
- 9月 - 始業式、インターンシップ報告会
- 10月 - 中間考査
- 11月 - 農業文化祭、クラスマッチ（球技大会）、期末考査
- 12月 - 高2修学旅行、終業式、冬季休業

3学期
- 1月 - 始業式、農業クラブ役員任命式、引継式
- 2月 - 校内プロジェクト発表会、高3就農予定者激励会、学年末考査
- 3月 - 卒業式、同窓会入会式、校内意見発表会、クラスマッチ（球技大会）、終業式（修了式）

## 教育活動
- 地域社会、産業界、行政機関との連携
  - 花苗の配付
  - 諫早公園の清掃
  - 学外での販売実習（諫農マーケット）
  - ふれあいミニ動物園、子ども動物大学の開催
  - 県民大学講座の実施
  - 地元企業や農家等による民間講師招へい事業
  - 関連企業等での現場実習、インターンシップ（職場体験）
  - 独居高齢者宅や養護老人ホームの訪問
- 学校間の連携
  - 長崎県立農業大学校（諫早市）との連携
  - 長崎県立盲学校、長崎県立ろう学校、その他の特別支援学校等との交流体験学習
  - 幼稚園・小学校での食育指導
- 海外研修
  - 農業研修（希望者のみのファームステイ）

## 部活動
農事部
- 情報処理部
- 野菜部
- 果樹部
- 草花部
- 農業機械部
- 食品科学部
- 動物科学部
- 森林科学部
- 国際交流部
- 農業土木部
- 測量部
- 生物工学部

家庭部
- 食物部
- 被服手芸部
- 保育家庭経営部

文化部
- 理科部
- 新聞部
- 写真部
- ペン習字部
- 華道部
- 電研放送部
- 文芸部
- 吹奏楽部
- 英語同好会
- 諫農肥前太鼓部

運動部
- 剣道部
- 柔道部
- ラグビー部
- 相撲部
- 陸上部
- ソフトテニス部
- バレーボール部
- ウエイトリフティング部
- 野球部
- 弓道部
- 馬術部

## 著名な出身者
- 中村禎二（元参議院議員）※長崎県立農学校卒
- 阿修羅・原（元ラグビー日本代表、元プロレスラー）
- 両国梶之助（元力士、現境川部屋親方）
- 時津海正博（元力士、元時津風部屋親方）
- 政風基嗣（元力士）
- 下田圭将（元力士、学生横綱）
- 横田哲治（元宇都宮大学講師、現農政ジャーナリスト、慶應義塾大学講師）
- 伊東力（ラグビー選手、ヤマハ発動機ジュビロ所属）
- 池田圭治（ラグビー選手、九州電力キューデンヴォルテクス所属）
- 山本凌雅（陸上選手、日本航空所属）
- 中村優斗 (プロ野球選手)
- 瀬川光之 (西海市長、元長崎県議会議長)

## アクセス
最寄りの鉄道駅
- 島原鉄道幸駅

最寄りのバス停
- 県営バス農高前バス停

最寄りの国道・県道
- 国道57号 - 沿道には、県立総合運動公園や諫早警察署、郊外大型店が立ち並ぶ。
  - 長崎市方面からは小川町交差点で左折。島原方面からは小川町交差点で右折。
- 長崎県道55号有喜本諫早停車場線

## 周辺
- 諫早市立諫早幼稚園
- 諫早市立小栗小学校
- 諫早市立諫早中学校
- 南諫早郵便局
- 理津川